# Senkov
Senkov je vesnice, část obce Zbrašín v okrese Louny. Nachází se asi 1,5 km na východ od Zbrašína. Prochází zde silnice II/229. V roce 2009 zde bylo evidováno 67 adres. V roce 2011 zde trvale žilo 83 obyvatel.
Senkov je také název katastrálního území o rozloze 2,8 km2.

## Historie
První písemná zmínka o obci pochází z roku 1424.

## Obyvatelstvo
|                                                                       | 1869 | 1880 | 1890 | 1900 | 1910 | 1921 | 1930 | 1950 | 1961 | 1970 | 1980 | 1991 | 2001 | 2011 |
| --------------------------------------------------------------------- | ---- | ---- | ---- | ---- | ---- | ---- | ---- | ---- | ---- | ---- | ---- | ---- | ---- | ---- |
| Obyvatelé                                                             | 252  | 257  | 274  | 258  | 247  | 244  | 252  | 163  | 175  | 123  | 98   | 80   | 87   | 83   |
| Domy                                                                  | 44   | 44   | 45   | 49   | 50   | 51   | 55   | 62   | .    | 45   | 40   | 53   | 58   | 63   |
| Počet domů z roku 1961 je zahrnut v celkovém počtu domů obce Zbrašín. |      |      |      |      |      |      |      |      |      |      |      |      |      |      |

## Pamětihodnosti
- Socha svatého Jana Nepomuckého ve středu obce
- Venkovská usedlost čp. 6[7]

## Galerie

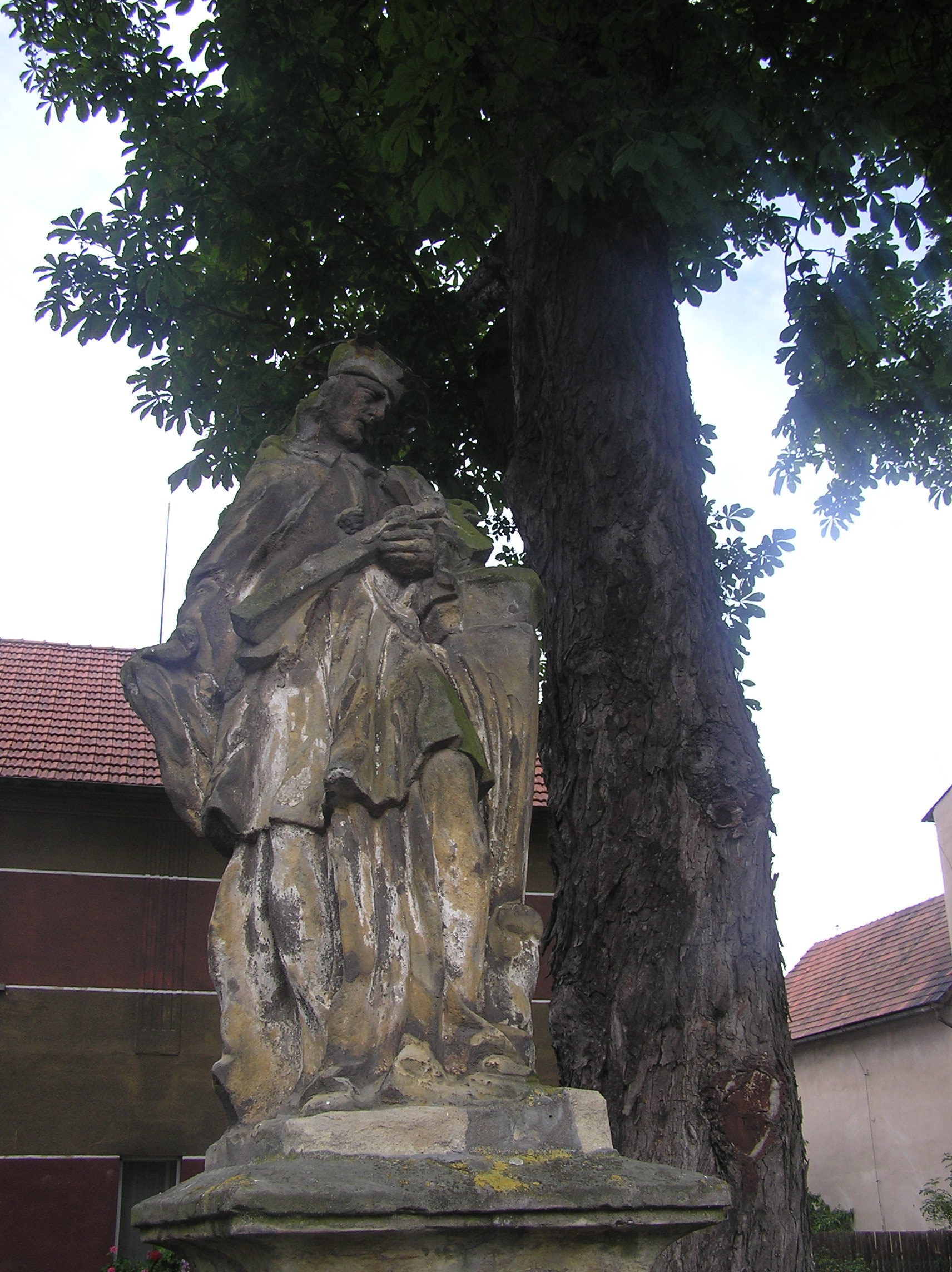
Plastika sv. Jana Nepomuckého
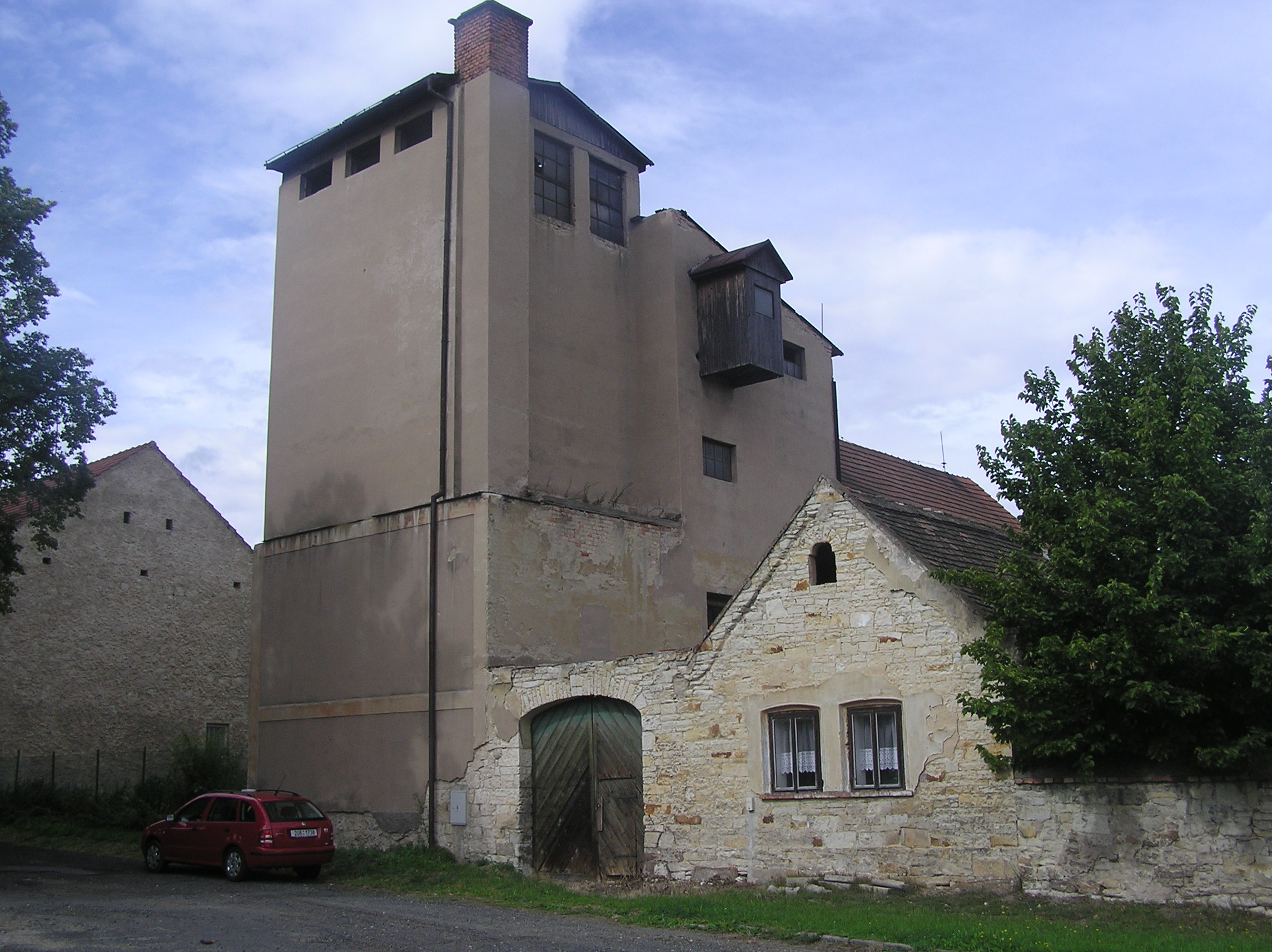
Sušárna chmele
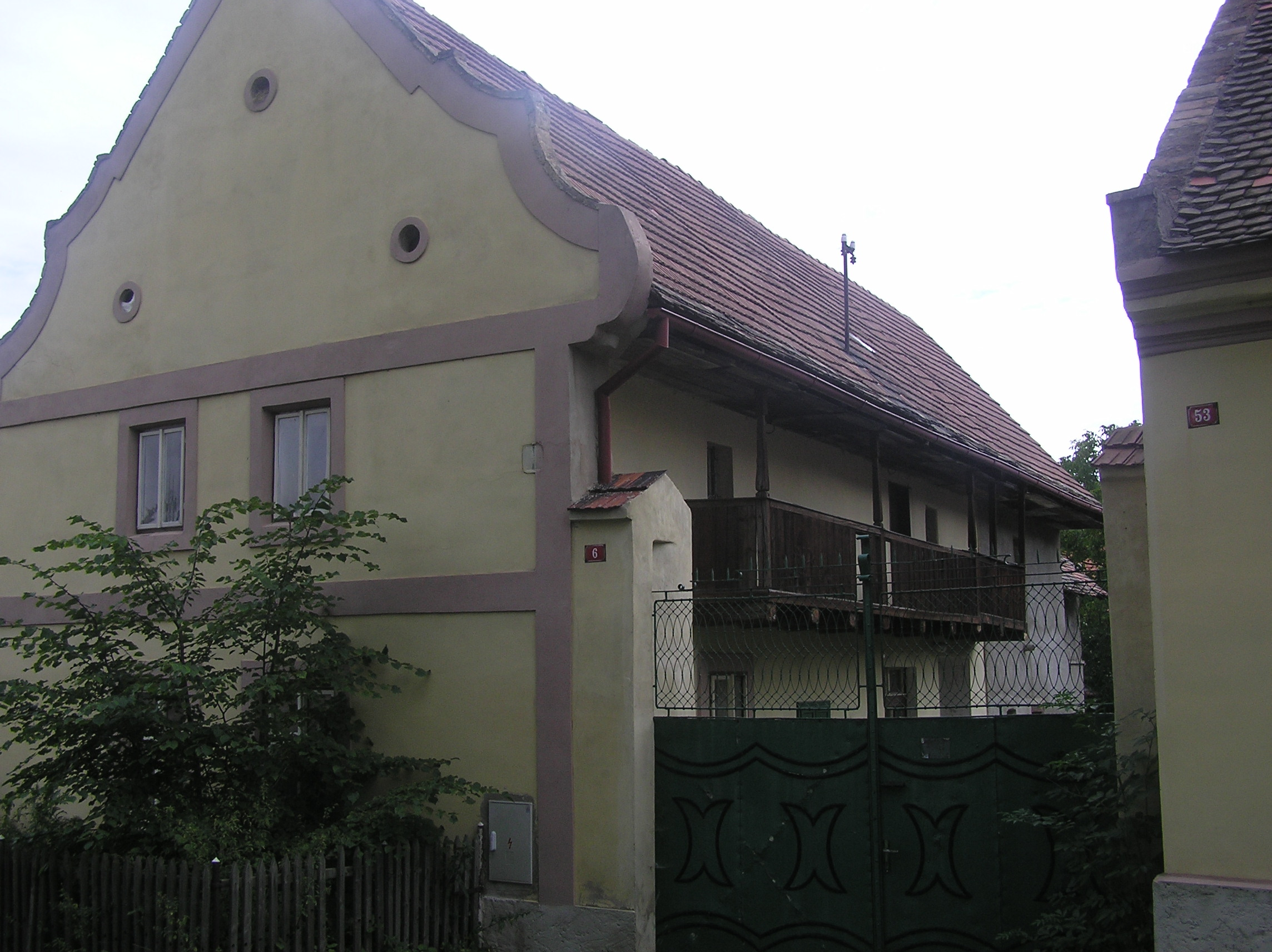
Památkově chráněný statek čp. 6
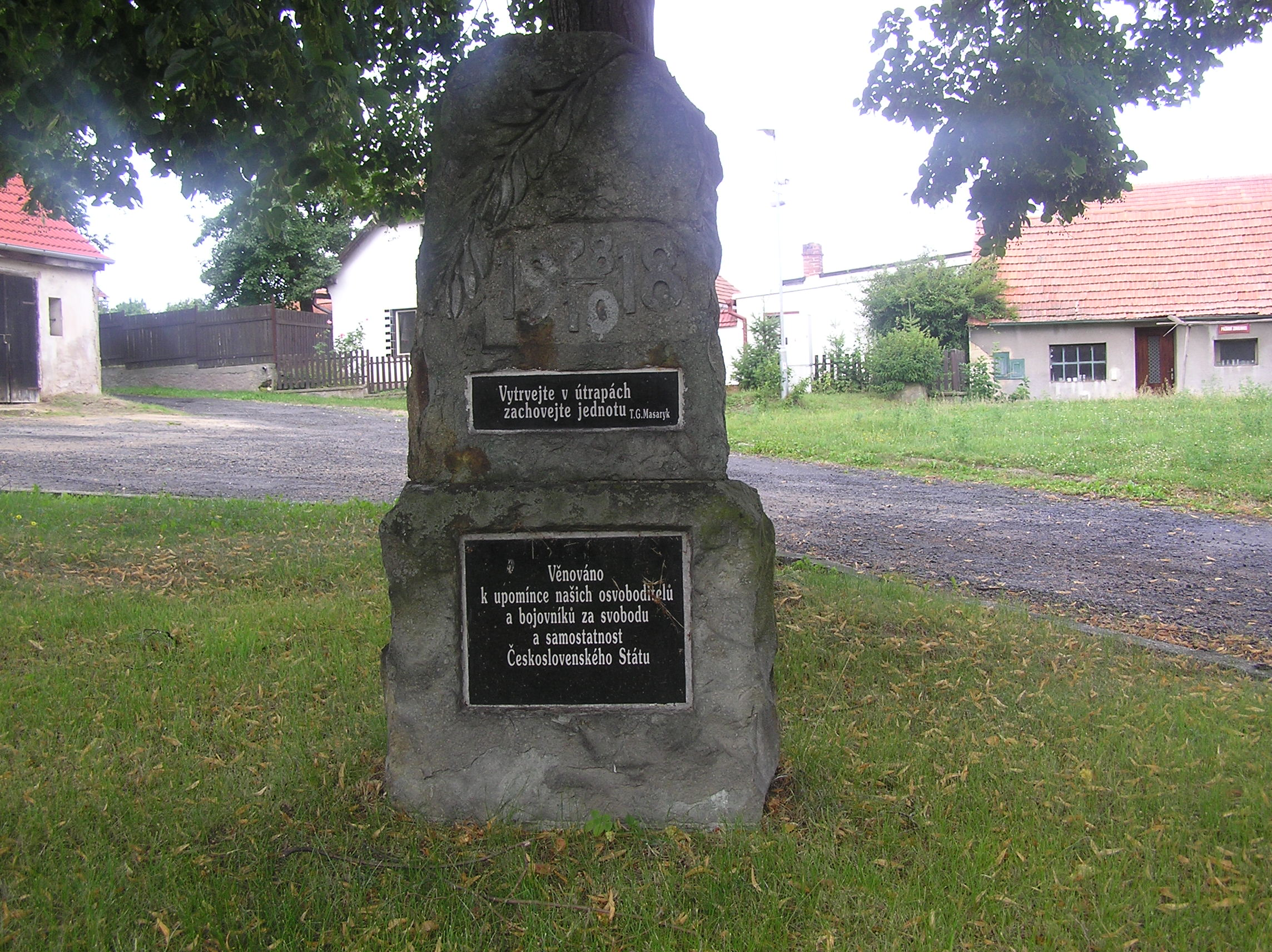
Pomník obětem I. světové války